# Sint-Michaëlkapel (Wanssum)

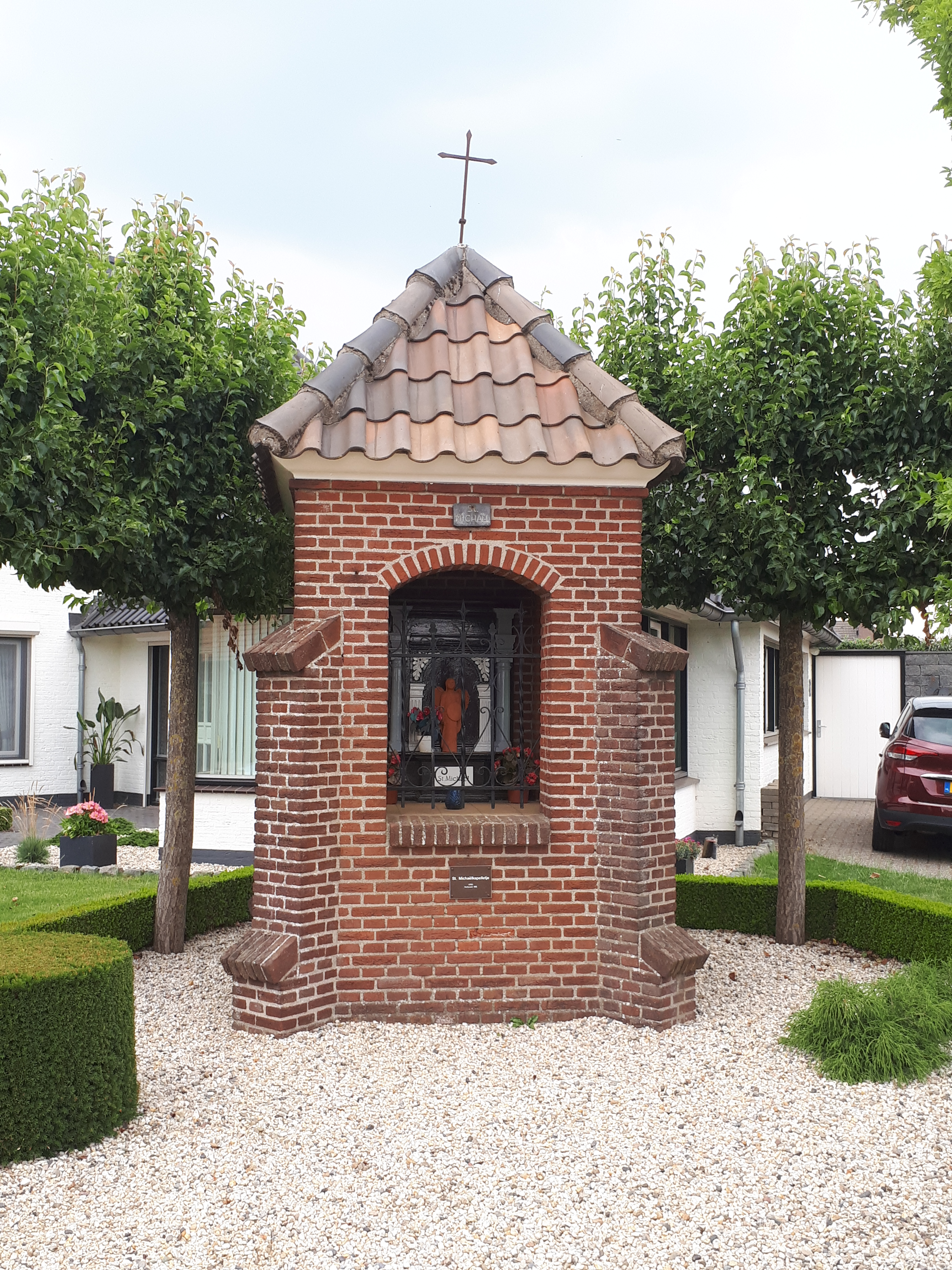
De Sint-Michaëlkapel

De Sint-Michaëlkapel is een niskapel in Wanssum in de Nederlands Noord-Limburgse gemeente Venray. De kapel staat aan de zuidoostkant van het dorp op de hoek van de Meerloseweg en de Burgemeester Ponjéestraat, waar ook de Molenhoek op uitkomt.
De kapel is gewijd aan de aartsengel Michaël.

## Geschiedenis
In 1715 werd de kapel gebouwd.
In 1955 werd de kapel herbouwd.

## Bouwwerk
De bakstenen kapel is opgetrokken op een vierkant plattegrond van 160 bij 160 centimeter (afmetingen zonder steunberen). De kapel heeft de vorm van een pilaar waarin een nis is aangebracht en wordt gedekt door een tentdak met pannen, getopt door een metalen kruis. Op de hoeken van de kapel zijn tweeledige overhoekse steunberen geplaatst. In de zijgevels is een segmentboogvormig venster met gekleurd glas-in-lood aangebracht. In de frontgevel bevindt zich de open toegang van de kapel, met hetzelfde formaat als de vensters in de zijgevels, die wordt afgesloten met een hek. Boven de toegang is een bord opgehangen met de tekst St. MICHAËL.
In de kapelnis is een tempelvormig houten aldaar gebouwd met op de voorzijde de tekst St. Michael geschilderd. Op het altaartje staat een terracottabeeldje van de aartsengel Michaël.